# Ангермюнде, Иоганн

Герб рода Ангермюнде

Иоганн Ангермюнде  (нем. Johann Angermünde; около 1425, Гданьск — 1482, Гданьск) — бургомистр и королевский бургграф Гданьска-Данцига.

## Биография
Отец Иоганна прибыл из Ангермюнде и поселился в Данциге  около 1418 года.
И. Ангермюнде в 1458 года стал лавником, в 1462 — райцем (советником), в 1464 — судьёй.
С 1476 — бургомистр , а в 1478—1482 — королевский бургграф Гданьска. 
В 1466 году принимал участие в переговорах между Тевтонским орденом и Королевством Польским по заключению Второго Торуньского мира. Представлял Гданьск на съездах Королевской Пруссии.
Крупный торговец. Судовладелец. Состояние нажил на торговле с Любеком, Лондоном, Литвой и Польским королевством. Имел торговое представительство в Ковно. Не брезговал заниматься ростовщичеством. В 1457–1462 годах Гданьск был должен ему более 2300 золотых.
Получил от польского короля Казимира IV чинш с Гданьска.